# Friedrich Dobel
Friedrich Dobel (* 26. April 1819 in Augsburg; † 21. Juli 1891 ebenda) war ein deutscher evangelischer Pfarrer, Archivar und Bibliothekar.

## Leben und Wirken
Friedrich Dobel besuchte von 1827 bis 1836 die Lateinschule und das Gymnasium in Kempten. Von 1836 bis 1840 studierte er Evangelische Theologie und Germanistik an der Universität Erlangen. 1845 wurde er Pfarrverweser in Steinheim (bei Memmingen) und 1805 Vikar in Hohentrüdingen. Kurze Zeit arbeitete er als Französischlehrer an der Handelsschule in Nürnberg. Von 1852 bis 1853 wirkte er als Reiseprediger in Oberstdorf. Es folgten Pfarrstellen in Buxach (bei Memmingen), Langenzenn und Rückersdorf, ab 1864 führte er zugleich die Stadtbibliothek Memmingen. Seit 1877 leitete er das Familien- und Stiftungsarchiv der Familie Fugger in Augsburg, zugleich leitete er die Kreis- und Stadtbibliothek Augsburg.
Friedrich Dobel wurde 1866 erster Ehrenbürger von Memmingen.

## Schriften
- Praktischer Wegweiser für Reisende nach London. Stettner, Lindau 1851 (Digitalisat).
- Beiträge zur Verfassungsgeschichte der Reichsstadt Memmingen. In: Zeitschrift des Historischen Vereins für Schwaben und Neuburg, Bd. 3 (1876), S. 1–71.
- Memmingen im Reformationszeitalter. Nachhandschriftlichen und gleichzeitigen Quellen. Fünf Teile. Lampart, Augsburg 1877/1878 (Digitalisat).
- Der Fugger Bergbau und Handel in Ungarn. In: Zeitschrift des Historischen Vereins für Schwaben und Neuburg, Bd. 6 (1879), S. 33–50.
- Über den Bergbau und Handel des Jacob und Anton Fugger in Kärnten und Tirol (1495–1560). In: Zeitschrift des Historischen Vereins für Schwaben und Neuburg, Bd. 9 (1882), S. 193–213.
- Über einen Pfefferhandel der Fugger und Welser 1586–1591. In: Zeitschrift des Historischen Vereins für Schwaben und Neuburg, Bd. 13 (1886), S. 125–138.